# Зюкайское сельское поселение
Зюкайское се́льское поселе́ние — муниципальное образование в Верещагинском районе Пермского края Российской Федерации.
Административный центр — посёлок Зюкайка.

## История
Статус и границы сельского поселения установлены Законом Пермской области от 9 декабря 2004 года № 1874-405 «Об утверждении границ и о наделении статусом муниципальных образований Верещагинского района Пермской области»

## Население
| 2010  | 2012  | 2013  | 2014  | 2015  | 2016  | 2017  |
| ----- | ----- | ----- | ----- | ----- | ----- | ----- |
| 4947  | ↗4966 | ↗4996 | ↗5022 | ↘5001 | ↘4930 | ↘4833 |
| 2018  | 2019  |       |       |       |       |       |
| ↘4786 | ↘4706 |       |       |       |       |       |

## Состав сельского поселения
В состав поселения входят 9 населённых пунктов:
| № | Населённый пункт | Тип населённого пункта          | Население |
| - | ---------------- | ------------------------------- | --------- |
| 1 | Гаврюхино        | деревня                         | 21        |
| 2 | Дурово           | деревня                         | 44        |
| 3 | Захарята         | деревня                         | 169       |
| 4 | Зюкайка          | посёлок, административный центр | ↘3603     |
| 5 | Кузьминка        | деревня                         | 7         |
| 6 | Кукетский        | разъезд                         | 579       |
| 7 | Салтыково        | деревня                         | 110       |
| 8 | Сарачи           | деревня                         | 11        |
| 9 | Сивково          | деревня                         | 22        |